# Deventer moordzaak
De Deventer moordzaak is de strafzaak en de daarmee verband houdende verwikkelingen na de moord op de 60-jarige weduwe Jacqueline Wittenberg in september 1999 te Deventer. De zaak heeft in de loop der tijd nationaal en internationaal grote bekendheid en media-aandacht gekregen, vanwege voortdurend nieuwe ontwikkelingen en inzichten en het feit dat er meerdere personen als verdachten in beeld zijn gekomen, waarbij er ondanks een veroordeling bij sommigen altijd twijfels zijn blijven bestaan. De zaak staat te boek als een van de meest omstreden in de geschiedenis van het  Nederlandse strafrecht.
In eerste instantie was er duidelijk sprake van een justitiële dwaling toen de hoofdverdachte Ernest Louwes – de fiscaal jurist van Wittenberg – op grond van onjuist bewijs bleek te zijn veroordeeld. Tijdens de herziening werd echter nieuw belastend bewijs gevonden, op grond waarvan Louwes opnieuw veroordeeld werd. Desalniettemin zijn veel mensen blijven geloven in Louwes' onschuld, en met name opiniepeiler Maurice de Hond ging jarenlang door met de zaak oprakelen. Door twee procedures tot en met de Hoge Raad en twee herzieningsverzoeken is het een van de langstlopende zaken in de geschiedenis van het Nederlandse strafrecht geworden.
Na vrijspraak in eerste aanleg werd Ernest Louwes in december 2000 alsnog veroordeeld tot een gevangenisstraf van twaalf jaar voor de moord. In 2003 waren ontdekte fouten in het onderzoek reden om de uitspraak te herzien, waardoor Louwes tijdelijk vrij kwam. Hoewel het oorspronkelijke bewijs werd verworpen, leidde opgedoken DNA-materiaal in februari 2004 tot bekrachtiging van de eerdere uitspraak onder verbetering van gronden. Sindsdien zijn er nog meer onderzoeken uitgevoerd. Deze hebben echter tot op heden geen ontlastend bewijs opgeleverd dat voor de Hoge Raad aanleiding was om een nieuw herzieningsverzoek toe te wijzen.
Bij een aantal mensen bleef echter het vermoeden heersen dat er met Louwes' veroordeling sprake was van een justitiële dwaling. Voornamelijk Maurice de Hond speelde hierop in en hij wees tevens iemand anders aan als schuldige. Voor die verdachtmaking heeft justitie tot op heden geen bewijs gevonden. Uiteindelijk is De Hond in 2009 zelf veroordeeld wegens smaad, hetgeen waarvoor hij op 23 september 2025 wederom terecht zal staan.
Over deze moordzaak zijn inmiddels een aantal boeken verschenen, waaraan bekende publicisten als Ton Derksen en Bas Haan hebben meegewerkt. Daarnaast zijn er meerdere podcasts gemaakt over de zaak. In 2021 kwam er ook een speelfilm uit, De veroordeling.

## De moord
De weduwe Jacqueline Wittenberg-Willemen werd op 25 september 1999 dood aangetroffen in haar woning aan de Zwolseweg in Deventer. De politie was haar huis binnengegaan na een melding van haar kapster, die ongerust was omdat Wittenberg niet op een afspraak was verschenen. De technische recherche stelde vijf messteken in de borst vast en constateerde ook wurgsporen in de hals.
De precieze datum van overlijden, namelijk op de avond van 23 september 1999, werd achteraf in 2004 vastgesteld door het gerechtshof. Dit werd bepaald door getuigenverklaringen, gemiste andere afspraken en andere aanwijzingen. De schouwarts, die normaal het exacte tijdstip probeert vast te stellen, werd na het vaststellen van de dood weggestuurd door de recherche waardoor deze het exacte tijdstip niet kon vaststellen. Op grond van de positie van de lijkvlekken vermoedden deskundigen bovendien dat het lijk een aantal uur na de moord nog was verplaatst vanuit de gang naar de woonkamer.
Op 19 november 1999 werd de belastingadviseur van de weduwe, Ernest Louwes, gearresteerd.

## Bewijsvoering

### Motief
Als mogelijk motief voor de moord werd aangevoerd dat Louwes uit zou zijn geweest op het geld van Wittenberg. Op 13 september 1999 had de weduwe een nieuw testament opgesteld, waarin ze Louwes aanwees als de executeur-testamentair. Ook bezat Louwes foldertjes van vakantiehuizen en had hij daar met collega's gesprekken over, maar bij de herziening werd dit door de advocaat-generaal als bewijs weggelaten. Het hof oordeelde daarom bij de herziening dat het motief niet vast is komen te staan.
Later werd bekend dat Louwes naast executeur-testamentair ook voorzitter van een nog op te richten stichting voor psychiatrische patiënten zou worden, waar een deel van de erfenis van de weduwe naartoe zou gaan. Aanvankelijk had Louwes in het testament gezet dat hij de enige bestuurder van die stichting hoefde te zijn, maar dit werd tegengehouden door de notaris. De twee medebestuurders die Louwes na de moord uitkoos, zeiden tegen de politie dat hij ze lekker had gemaakt met gelden uit de stichting. Daarnaast had Louwes een deel van de erfenis ten behoeve van de stichting op een nieuwe persoonlijke rekening gezet. Volgens journalist Bas Haan was met deze nieuwe kennis financiën toch een mogelijk motief. Volgens wetenschapsfilosoof Ton Derksen had Louwes juist geen financieel motief en pleegden het OM en de media karaktermoord op hem.

### Locatie
Louwes heeft altijd beweerd dat hij rond het veronderstelde tijdstip van de moord op de A28 in de buurt van Harderwijk reed. Dit alibi werd door velen echter niet geloofd, omdat hij vlak voor het vermoedelijke tijdstip van de moord belde met Wittenberg waarbij zijn telefoon contact maakte met een zendmast in Deventer. Volgens onderzoekers destijds was contact met deze zendmast onmogelijk vanaf de door Louwes genoemde locatie. Tijdens het onderzoek had de politie de locatie van Louwes echter geïnterpreteerd als 't Harde, acht kilometer verder dan Harderwijk. Toen dit nieuws in 2014 naar buiten kwam, nam een getuige-deskundige van KPN afstand van zijn eerder afgelegde belastende verklaring. In 2017 concludeerde TNO dat de kans "klein is, maar niet onmogelijk" dat Louwes zich rond het tijdstip van de moord inderdaad op de A28 had bevonden. Volgens TNO zouden bijzondere omstandigheden in de atmosfeer het mogelijk maken om contact te maken met een verderop gelegen zendmast. In 2022 stelde een coldcaseteam vast dat langeafstandscontacten wel mogelijk waren (ook zonder bijzondere atmosferische omstandigheden), en dat de politie dat in 1999 ook al wist maar buiten het dossier had gehouden. Volgens journalist Bas Haan was deze nuance ook al bekend in 1999 en vormde het dus geen nieuw ontlastend bewijs voor Louwes. Volgens Derksen was het telefoongesprek juist wel een sterk ontlastend bewijs dat Louwes vrijpleitte. Zijn conclusie op basis van berekeningen luidde dat het voor Louwes feitelijk onmogelijk was geweest om de betreffende antenne van basisstation 14501 aan te klikken als hij op dat moment daadwerkelijk in Deventer was geweest en niet op de A28.

### Mes
Bij de eerste veroordeling speelde het vermeende moordwapen, een mes, een grote rol. Dit werd twee dagen na de moord gevonden op een kilometer van de plaats delict.
Het mes werd aanvankelijk gekoppeld aan Louwes op basis van een geurproef, die later echter vervalst bleek. Als bewijs kwam dit in latere rechtszaken daarom ook te vervallen. Twee rechercheurs werden daarvoor tot 240 uur dienstverlening veroordeeld. Later zou blijken dat deze problemen in veel meer zaken bij het betreffende politiekorps speelden; 2.685 geurproeven werden ongeldig verklaard, wat tot ongeveer honderd herzieningsverzoeken leidde. Later werd geconcludeerd dat dit mes ook geen lichaamssporen van het slachtoffer bevatte, waarna het mes buiten beschouwing werd gelaten in de rechtszaken.

### Kleding
Bij de herziening in 2004 ontdekte het Nederlands Forensisch Instituut (NFI) DNA-materiaal op de blouse van Wittenberg. Het DNA werd vooral gevonden in roodroze vlekken op de blouse, die op make-upvlekken leken. Deze bevonden zich in de buurt van de gebroken ribben. Tevens werd een bloedvlek in de kraag gevonden. Al deze DNA-sporen kwamen overeen met het DNA van Ernest Louwes. Op basis van de plekken van het DNA werd geconcludeerd dat dit niet kon zijn gekomen door 'zakelijk contact'.
In 2006 werd het DNA-bewijs opnieuw onderzocht, ditmaal door de Britse Forensic Science Service (FSS), om te beoordelen of het door zakelijk of gewelddadig contact was overgedragen. Hieruit werd opnieuw geconcludeerd dat de overdracht zeer waarschijnlijk niet door zakelijk contact was gebeurd.
Gaandeweg is echter gebleken dat er met de kleding van het slachtoffer niet zorgvuldig is omgegaan. De blouse was enige tijd zoek, in ieder geval administratief. Een zwart vest dat het slachtoffer ten tijde van de moord over de blouse droeg, is ergens tijdens het politieonderzoek verdwenen. Daarnaast zijn er op foto's van de plaats delict op de blouse minder bloedvlekken zichtbaar dan op latere foto's van het NFI in 2004. Hiervoor is geen verklaring gevonden. Toch had dit geen invloed op het DNA-bewijs, omdat deze vlekken niet overeenkwamen met de plekken waar het DNA van Louwes was gevonden.

### DNA-materiaal onder de nagel van de weduwe
In 2006 werd een nieuwe DNA-techniek toegepast op het DNA-materiaal (afkomstig van onder de nagel van de weduwe) dat bewaard was gebleven. Dit Y-chromosomaal DNA-onderzoek is veel nauwkeuriger dan normaal DNA-onderzoek. Het profiel dat uit dit onderzoek voortkwam, bleek overeen te komen met dat van Louwes, waardoor hij toch weer als de dader kon worden aangemerkt. De "klusjesman" Michael de Jong, die vrijwillig via een advocaat en notaris een dergelijk onderzoek liet uitvoeren, had dit profiel niet. Hiermee leek het voor 100% uitgesloten dat dit het DNA van De Jong was. Het DNA onder de nagel van het slachtoffer werd als doorslaggevend beschouwd door het Openbaar Ministerie (Justitie). Bij het zware geweld dat bij het begaan van de moord moet zijn toegepast, werd door het OM verwacht dat het DNA van de dader precies op deze plek te vinden zou zijn.

## Veroordelingen Louwes en herzieningen

### Eerste veroordeling, hoger beroep en cassatie
De rechtbank te Zwolle achtte niet wettig en overtuigend bewezen dat Louwes de moord had gepleegd en sprak hem op 9 maart 2000 vrij. In hoger beroep oordeelde het Gerechtshof Arnhem daarentegen in december 2000 dat Louwes wel de dader moest zijn en veroordeelde hem tot twaalf jaar gevangenisstraf. Louwes stelde hiertegen cassatieberoep in, dat werd verworpen.

### Eerste herziening, verwijzing en cassatie
Er ontstond gaandeweg een steeds grotere groep medestanders van Louwes, die van mening was dat uit het dossier onomstotelijk bleek dat hij de moord op de weduwe Wittenberg niet gepleegd had. De Deventer moordzaak werd voor het eerst landelijk nieuws op 22 mei 2002, toen Bas Haan en Ronald Sistermans er bij Netwerk een uitzending aan wijdden. Hierin werden met name de geurproeven en het moordwapen als bewijsmateriaal in twijfel getrokken. Louwes' advocaat diende vervolgens een herzieningsverzoek in bij de Hoge Raad. In juli 2003 wees de Hoge Raad dit herzieningsverzoek toe. De zaak werd nu voor verdere afhandeling verwezen naar het Gerechtshof 's-Hertogenbosch. In afwachting van deze afhandeling bij het Hof kwam Louwes per 1 juli 2003 op vrije voeten.
Tijdens de behandeling bij het Gerechtshof 's-Hertogenbosch kwam het Openbaar Ministerie op 27 januari 2004 met nieuw DNA-bewijs, dat door het Nederlands Forensisch Instituut (NFI) op de blouse van Wittenberg was gevonden. Op grond van dit nieuwe bewijs oordeelde het gerechtshof op 9 februari 2004 dat Louwes terecht veroordeeld was. De uitspraak en de straf van het Arnhemse gerechtshof werden zodoende gehandhaafd onder verbetering van gronden. Het mes was als bewijs komen te vervallen en vervangen door het DNA-onderzoek. Vanwege deze nieuwe uitspraak werd Louwes opnieuw tot twaalf jaar cel veroordeeld. Louwes kreeg op dat moment ter plekke in de zaal een hevige woedeaanval en verzette zich fel tegen zijn nieuwe gevangenneming. Hij werd door twee parketagenten tegen de vloer gewerkt en moest in bedwang worden gehouden. Degenen die overtuigd zijn van Louwes' schuld, zien hier eerder een knap stukje acteerwerk in.
Met name deze nieuwe veroordeling leidde vanaf dan tot veel publieke aandacht voor de zaak. Louwes' emotionele reactie in de rechtszaal bracht veel mensen tot de overtuiging dat hij niet de dader kon zijn. Ook kwam door journalist Bas Haan rond diezelfde tijd naar buiten dat bij de Schiedammer parkmoord DNA-bewijs was achtergehouden. Dit voedde des te meer de theorieën dat er sprake kon zijn van een justitiële dwaling bij de Deventer moordzaak, hoewel bij de Schiedammer parkmoord DNA juist de oplossing was gebleken.
Het cassatieberoep van Louwes tegen het arrest van het Gerechtshof 's-Hertogenbosch werd op 22 februari 2005 door de Hoge Raad afgewezen. Verscheidene forensisch deskundigen verklaarden dat het veel waarschijnlijker was dat het aangetroffen DNA door geweld was overgedragen dan door zakelijk contact. Onder hen was Richard Eikelenboom, die heronderzoek had gedaan aan het mes dat later werd afgewezen als bewijsmateriaal.

### Nieuw onderzoek (2005-2007)
Eind 2005 begon ook opiniepeiler Maurice de Hond zich te bemoeien met de moordzaak. Op 31 januari 2006 maakte het Openbaar Ministerie bekend dat er "na signalen uit de samenleving" een nieuw oriënterend onderzoek zou worden begonnen. Aanleiding daartoe was een verzoek van professor Peter van Koppen, aangevuld met gegevens die waren verzameld door De Hond zelf, die zouden wijzen op cruciale fouten in het strafrechtelijke onderzoek. De Hond beoogde nader onderzoek naar mogelijk voor Louwes ontlastende feiten, en nader onderzoek naar de rol van De Jong – een man die veel contact had gehad met het echtpaar Wittenberg en die later in de mediaberichten over de moordzaak vooral als 'de klusjesman' bekend is geworden.
Op 31 maart 2006 werd het DNA-bewijs waarop Louwes eerder was veroordeeld opnieuw beoordeeld, nu door L.P. Kenny van de Britse Forensic Science Service (FSS). De rapportage van het FSS werd door de diverse partijen verschillend geïnterpreteerd. Volgens de advocaat van Louwes gaf het FSS-onderzoek aan dat de gevonden sporen van Louwes geen zogenoemde dadersporen hoefden te zijn. Rechtspsycholoog Peter van Koppen was daarentegen van mening dat het FSS-onderzoek zelfs nog belastender was voor de veroordeelde dan de eerdere analyse van het NFI. Ook Machielse, advocaat-generaal bij de Hoge Raad, kwam op 20 maart 2007 tot die conclusie, ook nadat het FLDO de bewering van het FSS had onderzocht dat er mogelijk DNA van derden in het spel was. Deze stelling zou worden tegengesproken door zeer gevoelig Y-chromosomaal onderzoek dat geen DNA van anderen dan de verdachte had aangetoond, nu ook onder de nagels van het slachtoffer. Van betrokkenheid van een ander dan Louwes bij de moord was dus niets gebleken.
 Een verzoek om zijn vrijlating werd afgewezen. In juni 2006 besliste het Openbaar Ministerie, naar aanleiding van het eigen oriënterend onderzoek, dat er geen aanwijzingen waren voor een gerechtelijke dwaling die een volledig nieuw onderzoek zouden rechtvaardigen.
Het oriënterend vooronderzoek dat het college van procureurs-generaal liet uitvoeren, leidde volgens het OM niet tot andere conclusies dan die welke de strafrechter eerder al had getrokken. Het eindrapport van het OM werd eind 2007 openbaar gemaakt. Onduidelijk bleef waarom het OM een aantal getuigen, die belastende verklaringen hebben afgelegd tegen De Jong, niet opnieuw had willen horen. Inmiddels had De Hond gepleit voor een parlementair onderzoek naar de zaak.

#### Tweede herziening (2006-2007)
Advocaat Geert-Jan Knoops diende in juli 2006 een nieuw herzieningsverzoek in bij de Hoge Raad der Nederlanden.
De begraafplaatsbeheerder verklaarde in 2006 ook nog dat hij 'de klusjesman' met een etui had zien lopen in de buurt van het graf van de weduwe. Vervolgens zou hij hebben gezien dat deze de begraafplaats weer verliet zonder dit etui. De Hond hield er op basis van deze getuigenverklaring rekening mee dat het moordwapen in het graf verborgen lag. Tests met een metaaldetector wezen uit dat er inderdaad iets van metaal onder de steen lag. Het Openbaar Ministerie weigerde aanvankelijk onderzoek te doen bij het graf, maar in een kort geding dwong De Hond verwijdering van de grafsteen af. Diezelfde dag nog, op 9 november 2006, werd de steen op het graf gelicht. Er werd geen mes gevonden, maar een stuk oud ijzer. Ook werd vastgesteld dat de grafrust niet eerder was geschonden.
Op 5 juni 2007 besliste de Hoge Raad bij tussenarrest een raadsheer-commissaris uit eigen midden te benoemen om de door advocaat-generaal Machielse voorgestelde verbalisanten te horen, waaronder de beheerder van de begraafplaats. Deze verklaarde dat 'de klusjesman' hem op 24 september 1999, een dag voor de ontdekking van het stoffelijk overschot van Wittenberg door de politie, al zou hebben gezegd dat de weduwe 'gewurgd, haar botten gebroken en zeven keer met een mes gestoken' was. Bij een eerder verhoor in oktober 1999 had de begraafplaatsbeheerder een verklaring afgelegd die hierop leek, maar toen had hij de naam van De Jong − die hij wel kende − niet genoemd; hij had het volgens het politieverslag toen enkel over "een man" die verder geen bekende van hem zou zijn geweest. Nog belangrijker was dat de beheerder in dit verhoor zou hebben verklaard dat het op de donderdag na de begrafenis van de weduwe was geweest, en dus niet al op de eerste dag na de moord zoals hij in 2006 beweerde.
Nog een ander punt van grote onduidelijkheid was in verband met het tijdstip waarop De Jong zijn ex-vriendin op de hoogte bracht van de moord. De Jong heeft zelf altijd volgehouden dat hij pas op 28 september 1999 van de politie voor het eerst over de moord hoorde. Deze verklaring stemde overeen met een in het tactisch journaal van de politie vastgelegde verklaring van de vriendin, waaruit bleek dat De Jong haar diezelfde dag telefonisch op de hoogte had gesteld van de moord op de weduwe en zijn eigen verhoor van die dag. Maar in een nieuwe verklaring in mei 2006 zei dezelfde vriendin nu zeker te weten dat De Jong haar al een dag na de moord op een terras over de moord had verteld.
Op 31 oktober 2007 maakte de Hoge Raad bekend ook De Jong als getuige te willen horen. Op 20 maart 2007 concludeerde advocaat-generaal Machielse dat het DNA-bewijs niet tot herziening kon leiden. Uiteindelijk wees de Hoge Raad op 18 maart 2008 ook dit herzieningsverzoek af.
Ook hierna bleef er volgens De Hond twijfel over de schuld van Louwes. De Hond bleef De Jong aanwijzen als de dader die samen met zijn vriendin zijn verklaringen omtrent zijn alibi tot tweemaal toe had veranderd. Het stemde echter nog steeds niet overeen met het telefoonverkeer van hem en zijn vriendin. Hier kwam bij dat De Jong volgens een aantal getuigen diezelfde avond met de weduwe een afspraak omtrent een regeling van financiële zaken had. De weduwe zou tegenover de beheerder van de Deventer begraafplaats hebben verklaard dat zij De Jong uit haar testament wilde schrappen, volgens een getuigenis die de begraafplaatsbeheerder in oktober 2006 aflegde. Voor deze zaken bestaat echter geen sluitend bewijs en De Jong heeft dit zelf altijd ten stelligste ontkend.

### Handschrifttest
Ook waren er burgers die zich bezighielden met het hierboven genoemde onderzoek door Justitie naar de bij de plaats van het misdrijf aangetroffen briefjes en het vergelijkend handschriftonderzoek dat in het kader van het oriënterend onderzoek is verricht. Dit handschriftonderzoek zou volgens deze groep zijn vervalst, om te verhullen dat de vriendin van De Jong de twee anonieme briefjes heeft geschreven.  Onder hen was ook het grafologen-echtpaar E. en W. Waisvisz uit Almere, die met hun handschriftanalyse een eigen profiel van de vermoedelijke dader opstelden en mede bijdroegen aan de eerste heropening van de Deventer moordzaak bij de Hoge Raad. Enkele jaren later kwam het echtpaar Waisvisz terug op hun aanvankelijke stellingname dat Louwes onschuldig was.
De Rijksrecherche deed naar aanleiding van de aangiftes over deze kwestie een onderzoek naar de gang van zaken rond deze schrijfproeven. Zij vond begin juli 2009 met betrekking tot de Deventer moordzaak "geen aanwijzingen voor frauduleus handelen met de schrijfproeven".

### Vrijlating Louwes
Nadat hij twee derde van zijn straf had uitgezeten, werd Louwes op 22 april 2009 vrijgelaten. Een dag na zijn vrijlating werd zijn autobiografie Schuldig, mijn verhaal over de Deventer moordzaak gepresenteerd. In een aantal hoofdstukken van dit boek wordt De Jong aangewezen als moordenaar. Het boek week echter af van het dagboek dat Louwes bijhield in de gevangenis. Ook zei hij nog in 2008 tegen Haan dat hij niet geloofde dat De Jong de moordenaar was. Later zou blijken dat dit boek niet geschreven was door Louwes, maar door een ghostwriter die werd betaald door De Hond en Jan de Lange.

## Rechtszaken tegen De Hond

### Civiele procedure (2006)
Op 11 juli 2006 publiceerde De Hond in een oplage van 500 exemplaren een tekst van zijn hand met de titel Oordeel zelf, die hij toezond aan de Eerste Kamer, de Tweede Kamer, de koningin en tal van bestuurders, universiteiten en rechters. Talloze keren herhaalde De Hond zijn overtuiging in de media en op zijn eigen website dat De Jong de moordenaar was geweest.
In december 2006 werd Maurice de Hond in een door De Jong tegen hem aangespannen kort geding door de rechter veroordeeld zijn uitlatingen te staken. Volgens de rechter wogen in deze omstandigheden de privacy en recht op bescherming van eer en goede naam van De Jong zwaarder dan het recht op vrijheid van meningsuiting van De Hond. Op straffe van dwangsommen werd De Hond daarom verboden De Jong op welke wijze dan ook in het openbaar als moordenaar of verdachte in de zaak aan te wijzen. Indien de omstandigheden zich echter zouden wijzigen en De Jong alsnog door het OM als verdachte zou worden aangeduid of indien hij zou worden veroordeeld voor de moord, diende deze uitspraak opnieuw te worden bezien.
In de vervolgens door De Jong en zijn vriendin aangespannen bodemprocedure veroordeelde de rechtbank te Amsterdam De Hond op 25 april 2007 tot betaling van € 120.000 schadevergoeding. De rechtbank verklaarde voor recht dat de verdachtmakingen van De Hond jegens De Jong en diens vriendin onrechtmatig waren. Ook verklaarde de rechtbank voor recht dat alle door De Hond na 24 januari 2006 in het openbaar gebrachte onderzoeksresultaten op de website www.geenonschuldigenvast.nl in de Deventer moordzaak en de publicatie “Oordeel zelf” onrechtmatig waren. Verder werd het De Hond opnieuw op straffe van dwangsommen verboden om in het openbaar het tweetal in verband te brengen met de moord.
Het hoger beroep tegen de uitspraak in de bodemprocedure werd in oktober 2008 behandeld, en in april 2009 gelastte de rechter De Hond tot het betalen van een schadevergoeding van € 45.000 aan De Jong en diens vriendin.

#### Strafproces tegen De Hond (2006)
In maart 2006 hadden De Jong en zijn vriendin via hun raadsman aangifte bij de politie gedaan wegens smaad, laster en belaging. Met het door hem ontketende media-offensief om de onschuld van Ernest Louwes aan te tonen, waarin hij De Jong ervan beschuldigde de moord te hebben gepleegd, zou De Hond op grove wijze inbreuk maken op diens persoonlijke levenssfeer en zich schuldig maken aan strafbare feiten. In november 2007 werd De Hond door de Rechtbank Amsterdam schuldig bevonden aan smaad en veroordeeld tot twee maanden voorwaardelijke gevangenisstraf.
In 2009 bevestigde het gerechtshof Amsterdam het vonnis van de rechtbank. Het door De Hond ingestelde cassatieberoep werd op 14 juni 2011 door de Hoge Raad verworpen.

## Nasleep en nieuw onderzoek (vanaf 2010)

### Nieuw onderzoek DNA
Louwes’ advocaat Knoops verkreeg in 2010, na met een kort geding te hebben gedreigd, gegevens van het Nederlands Forensisch Instituut (NFI) over de uitvoering van het DNA-onderzoek. Deze gegevens speelde hij door naar twee forensische experts in de Verenigde Staten. Deze onderzoekers concludeerden in 2012 dat er minder DNA van Louwes gevonden was dan waar de rechter in 2004 van uit was gegaan. Ook concludeerden ze dat de locaties van het DNA beter pasten bij zakelijk contact.

### Publiciteit omtrent cd-rom
In januari 2019, toen de proeftijd van zijn voorwaardelijke veroordeling wegens smaad voorbij was, kondigde De Hond een "multimediaal project" aan over de zaak, met volgens hem overtuigende feiten waardoor de zaak in een ander daglicht zou komen te staan.
Op 27 maart 2019 publiceerde de Volkskrant over een cd-rom met meer dan 150 foto's en verslagen van politieonderzoek. Het artikel presenteerde het als nieuw bewijs, maar in werkelijkheid had dit materiaal al deel uitgemaakt van het onderzoek van de advocaat-generaal. Volgens de krant waren vingerafdrukken gewist en is er een nieuwe foto van het slachtoffer met een mogelijk ontlastende bloedvlek. Verder waren cruciale passages uit het uiteindelijk opgemaakt proces-verbaal geschrapt. Details in het concept ervan die niet overeenkwamen met het veronderstelde moordwapen waren verwijderd. Op de opgedoken foto's was volgens de krant duidelijk te zien dat er op het mes meerdere vingerafdrukken zitten. Het onderzoeksrapport dat na de moord naar buiten kwam, vermeldde dat er geen vingerafdrukken op het moordwapen zaten.
Volgens De Hond was dit niettemin 'ontlastend bewijs' en was Louwes geschaad in zijn verdediging. Het vermeende ontlastende materiaal leverde volgens Bas Haan, Peter van Koppen, Peter R. de Vries en advocaat Jan Vlug op zichzelf geen enkel bewijs op dat Louwes onschuldig zou zijn. Het materiaal had namelijk betrekking op bewijs uit de eerste processen, wat bij herziening in 2004 was verworpen. Het zou daarom niks afdoen aan het bewijs waarmee Louwes in 2004 was veroordeeld.

### Coldcaseonderzoek
De Wet hervorming herziening ten voordele (2012) heeft ruimere mogelijkheden tot herziening van afgesloten strafzaken geïntroduceerd. Advocaat Knoops had daarom op 20 maart 2013 een nieuwe poging gedaan om de uitspraak uit 2004 aan te vechten. Hij had een verzoek ingediend om nader onderzoek, met oog op het aanvragen van een nieuw herzieningsproces. Het verzoek van Knoops richtte zich op twijfels rond het DNA-onderzoek, het tijdstip van overlijden en de kwestie van het gsm-verkeer. De Adviescommissie Afgesloten Strafzaken (ACAS) ontraadde het onderzoek naar het gsm-verkeer als te veel herhaling van wat al onderzocht was. Advocaat-generaal Diederik Aben, die het onderzoek zou leiden, concludeerde echter dat alle drie de punten onderzocht moesten worden.
In augustus 2019 maakte de advocaat-generaal bekend dat een ingeschakelde Engelse DNA-deskundige de conclusie van het NFI onderschreef dat het "meest waarschijnlijke scenario" was dat het DNA van Louwes door geweld op de blouse terecht was gekomen. Knoops, die om dit onderzoek had gevraagd, vond echter dat de Engelse deskundige te weinig informatie had gekregen. Hierop werd besloten de zaak nogmaals te laten bestuderen door een cold case-team van de Amsterdamse recherche.
In september 2019 erkenden zowel de recherche in Deventer als advocaat-generaal Aben dat er fouten gemaakt waren in het onderzoek. Deze uitspraken waren voor De Hond reden om – net als in 2006 – door zijn stichting een beloning van 25.000 euro te laten uitloven voor de tip die zou leiden tot de aanhouding van wat hij noemde 'de echte moordenaar van weduwe Wittenberg'. Voor Louwes waren de uitspraken in november 2019 aanleiding om de Staat der Nederlanden aansprakelijk te stellen voor het – volgens hem – onrechtmatig handelen door opsporingsambtenaren bij het onderzoek tegen hem en de daaruit voortvloeiende veroordeling aan hem berokkende schade. Op 9 mei 2022 heeft advocaat-generaal Aben het nader onderzoek in de Deventer moordzaak afgesloten.
Uit het verslag van het coldcaseteam bleek dat de politie ontlastend bewijs had achtergehouden. Het ging om informatie waaruit bleek dat mobiele telefoongesprekken (anders dan eerder werd verondersteld) wel over een grotere afstand dan 25 kilometer konden worden gevoerd. Dit had de politie buiten het dossier gehouden, zodat de rechter daarvan geen kennis had kunnen nemen. Verder had het coldcaseteam volgens de Volkskrant vastgesteld dat er sprake was van diverse gevallen van contaminatie. De blouse was niet goed veiliggesteld, behandeld en opgeslagen en was zelfs een tijdlang zoekgeraakt. Een gevolg hiervan was dat in 2003/2004 bloedvlekken op de blouse zichtbaar waren die daar op de plaats delict niet waren waargenomen.
Op 30 oktober 2022 diende Knoops op basis van de onderzoeksresultaten een nieuw herzieningsverzoek in. Op 29 augustus 2023 adviseerde advocaat-generaal Diederik Aben aan de Hoge Raad om de zaak niet weer te heropenen; volgens Aben had het coldcaseonderzoek geen daadwerkelijk nieuwe feiten en inzichten opgeleverd.
Op 11 september 2023 diende Knoops hierop een uitvoerige schriftelijke reactie bij de Hoge Raad in waarin hij de Hoge Raad verzoekt de zaak te heropenen of een tussenarrest te wijzen. Op 19 december 2023 werd ook dit herzieningsverzoek afgewezen door de Hoge Raad, die hierin meeging in het advies van Aben.
In maart 2025 wees de rechtbank Den Haag een verzoek af van de inmiddels 71-jarige Ernest Louwes om het DNA op de nagelvuilmonsters opnieuw te laten onderzoeken. De rechtbank stelde dat Louwes zich hiervoor tot de Hoge Raad moest wenden.

## In de populaire cultuur
- Op 2 september 2021 verscheen de speelfilm De veroordeling, gebaseerd op het boek De Deventer moordzaak. Het complot ontrafeld uit 2009 van Bas Haan. De film behandelt de manier waarop De Jong door Maurice de Hond in de media breeduit als dader werd aangemerkt en welke impact dit had voor de betrokkenen.